# Адольф Хибінський
Адольф Еустахій Хибінський (пол. Adolf Eustachy Chybiński; 29 квітня 1880, Краків — 31 жовтня 1952, Познань) — польський музикознавець. Один із творців сучасного польського музикознавства.
Хибінському належить близько 400 статей, у тому числі про старовинну вокальну музику та її вплив на сучасну польську, про польську фортепіанну школу, симфонічну музику того часу, про твори Ф. Шопена, С. Монюшка, К. Шимановського, І. С. Р. Малера, а також М. А. Балакірєва, О. П. Бородіна, О. К. Глазунова та інших. Серед книг Хибінського — дослідження про М. Карловича.

## Біографія
У 1890 році навчався скрипці у Я. Островського, фортепіано у А. Шибальського та музично-теоретичним предметам у А. Щербинського. З 1901 року навчався в Ягеллонському університеті історії музики та філософії у Кракові, також удосконалювався у Я. Дроздовського. У 1905—1907 роках вивчав композицію у Л. Тюїля в Академії музики, у 1901—1902 та 1904—1908 роках вивчав музикознавство під керівництвом А. Зандбергера та Т. Кройєра в університеті в Мюнхені. З 1912 став викладачем, з 1913 по 1941 був керівником кафедри музикознавства Львівського, в 1945—1952 роках — Познанського університетів. У 1939—1941 професор Львівської консерваторії. У 1928 році спільно з К. Сікорським та Т. Охлевським заснував «Видавництво старовинної польської музики», з того ж року був головним редактором журналу «Kwartalnik Muzyczny». У 1935—1937 роках головний редактор щорічника «Polski Rocznik Muzykologiczny».
Хибінський — творець польської школи музикознавства, серед його учнів — І. Фейхт, Зофія Лісса, Ю. Хомінський, С. Лобачевська, Т. Струмілло. Був фахівцем у галузі старовинної польської музики; йому належали перші публікації багатьох творів польських композиторів 15-18 століть та роботи про Я. Ружицького, М. Гомулку, Г. Г. Горчицького, Себастьяни з Фелинтину, Я. Собеського, М. Мельчевського та інших представників польської музики епохи Відродження та бароко. Займався дослідженням польського музичного фольклору «Від Татр до Балтики» та інших, досліджував творчість діячів «Молодої Польщі» — М. Карловича, К. Шимановського, Л. Ружицького, писав також про членів «Асоціації молодих польських композиторів» у Парижі. Ряд статей присвятив музичній фольклористиці, народним музичним інструментам. Публікував статті в журналах «Lud», «Przeglad Powszechny», «Mloda Muzyka», в газетах — віденській «Polnische Post», львівській «Gazeta Lwowska», варшавській «Nowa Gazeta» та в інші польські та закордонні видання, а також в журнал «Російська музична газета» (статті про К. Шимановського).

### Цікаві факти
Студентами Адольфа Хибінського були відомі українські музичні діячі Нестор Нижанківський та Мирослав Антонович.